# Îles Baléares
Les îles Baléares (en catalan et officiellement : Illes Balears ; en castillan : Islas Baleares) sont l'une des 17 communautés autonomes d'Espagne. Il s'agit d'un archipel situé dans l'ouest de la mer Méditerranée et séparé de l'Espagne continentale par la mer des Baléares.
Cet archipel comprend cinq îles principales, dont quatre habitées, ainsi que de nombreux îlots, répartis en deux groupes géologiques :
- les îles Gymésies, composées de Majorque, des îlots de Cabrera, parc naturel non habité[2], de Sa Dragonera, de Minorque ainsi que de l'Isla del l'Aire ;
- les îles Pityuses, composées d'Ibiza, des îlots d’Es Vedra, Es Vedranell, Sa Conillera et Tagomago, ainsi que de Formentera et des îlots d'Espalmador et l'Isla de Espardell.

La population totale de l'archipel est de 1 171 543 habitants en 2020. La capitale, Palma, est située à Majorque, île la plus grande et la plus peuplée. Sur le plan géolinguistique, les îles Baléares se situent dans l'aire catalane, avec la Catalogne et la Communauté valencienne, ainsi que l'Andorre, la majeure partie des Pyrénées-Orientales et la ville d'Alghero (L'Alguer) en Sardaigne.

## Géographie
Les Baléares forment un groupe d'îles appartenant à la mer homonyme, à l’est-sud-est des côtes espagnoles, à la hauteur du golfe de Valence. Les côtes sud des îles de Formentera et Cabrera et les côtes est des îles del Aire et Minorque sont baignées par la mer Méditerranée. Ibiza, l'île la plus proche du continent, se situe à 88 km à l'est-nord-est du cap de la Nau, sur la péninsule Ibérique. Palma, la capitale de la communauté, se situe à 205 km au sud-sud-est de Barcelone, la capitale catalane.

« Sous le nom de Baléares, on comprend les îles de Majorque, Minorque et Cabrera.../...
Par le nom de Pithiuses, on désigne les trois îles d'Iviça, Formentera et Conejera,. »

Au sens contemporain, les îles Baléares comportent donc deux groupes d'îles : un bloc oriental, avec Majorque et Minorque, principalement, ainsi que l'îlot de Cabrera ; et un bloc occidental, avec Ibiza et Formentera, principalement.
De nombreux îlots de superficies moindres complètent cet archipel. Outre Cabrera, par exemple : Sa Dragonera, Sa Conillera et S'Espalmador. Ceux-ci ne sont généralement pas habités et relèvent souvent de zones protégées.
La seule île de Majorque, avec 3 640 km2, couvre presque 75 % de l'étendue de l'archipel, car Minorque ne compte que 695 km2, Ibiza 570 km2 et Formentera 81 km2.
|  |  |  | Minorque   |
|  |  |  | Majorque   |
|  |  |  | Cabrera    |
|  |  |  | Ibiza      |
|  |  |  | Formentera |

## Histoire

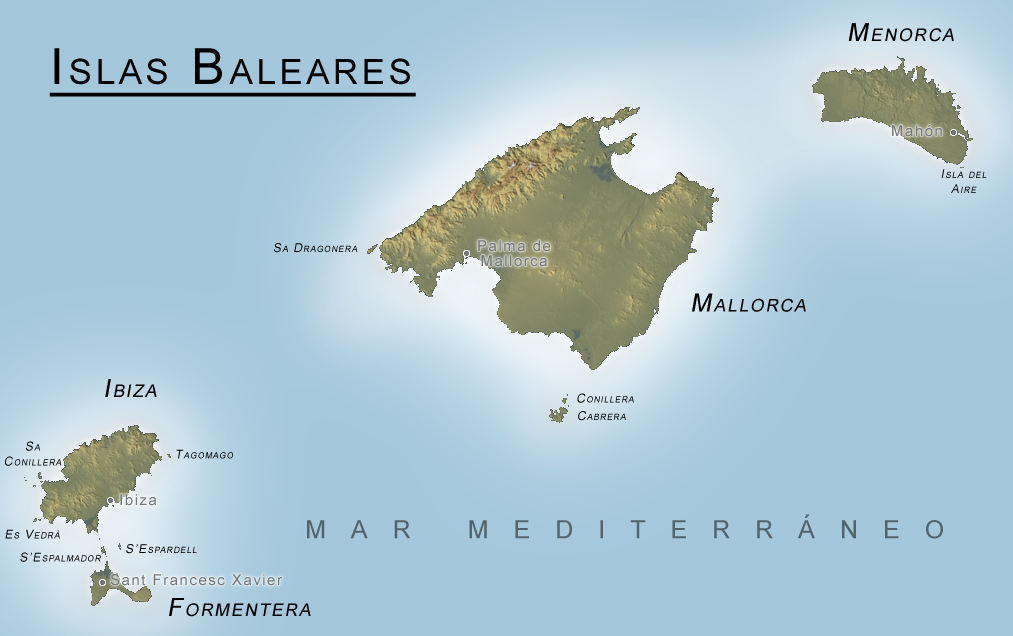
Les îles Baléares.

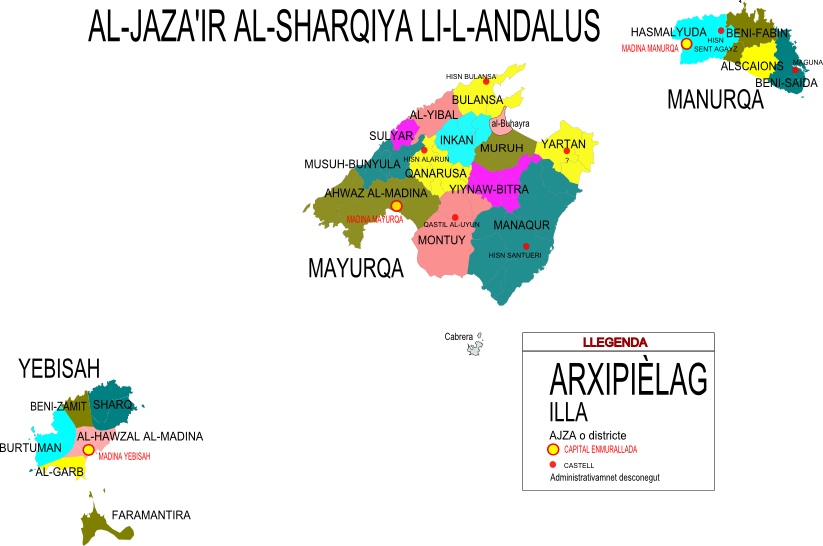
Les îles orientales d'Al-Andalus. Les Baléares à l’époque musulmane (903-1229).

Les premières traces d'occupation humaine remontent à 5 000 ans av. J.-C.
L'archipel des Baléares est contrôlé par les Carthaginois avant de passer sous la domination romaine. Les Frondeurs des Baléares représentaient une unité militaire durant l'Antiquité romaine.
À la chute de l'Empire romain d'Occident, les Baléares passent sous la domination des Vandales, jusqu'à ce que l'empereur d'Orient Justinien Ier les chasse en 534. Les Baléares font dès lors partie de l'Espagne byzantine pour près de quatre siècles, jusqu'à leur conquête par les Omeyyades musulmans en 903. Entre 1126 et 1203, les îles sont gouvernées par la dynastie des Almoravides.
Au Moyen Âge, les Baléares sont rattachées à la couronne d'Aragon dans le cadre de la Reconquista entre 1229 (débarquement à Santa Ponsa du roi Jacques Ier, lors de la conquête de Majorque) et 1287 (prise de Minorque par le roi Pierre III d'Aragon). Il exista entre 1276 et 1344 un royaume de Majorque indépendant, aux mains d'une branche cadette des rois d'Aragon, qui fut annexé par la couronne d'Aragon.
Au XIXe siècle, les recherches, publiées, de l'archiduc Louis-Salvator de Habsbourg-Toscane font beaucoup pour la connaissance de ces îles.
Depuis 1983, cet ensemble d’îles forme une communauté autonome, parmi les communautés autonomes d'Espagne.

## Démographie
En 2022, selon les statistiques de l'ONU, les Baléares sont la seconde région de l’UE où l’espérance de vie à la naissance est la plus élevée (83,9 ans), après la Corse (84,0 ans) et devant la région de l’Épire en Grèce (83,8 ans).

## Politique et administration

### Organisation institutionnelle
Les îles Baléares constituent une communauté autonome, au sens de la Constitution espagnole de 1978. L'archipel a connu deux statuts d'autonomie : la loi organique de 1983, révisée à deux reprises, puis la loi organique de 2007.
Le Parlement des îles Baléares (en catalan : Parlament de les Illes Balears) comprend 59 députés, élus pour un mandat de quatre ans au scrutin proportionnel. Il exerce le pouvoir législatif, dans la limite des compétences attribuées par le statut d'autonomie, et le contrôle du gouvernement. À ce titre, il élit le président des îles Baléares (en catalan : President de les Illes Balears), qui dirige le gouvernement régional, détenteur du pouvoir exécutif et réglementaire.
L'ensemble des institutions siègent à Palma, à Majorque, établie également comme la capitale de la communauté autonome. « Palma » seul est le nom de la ville.

### Historique
Le Parti populaire (PPIB), et l'Alliance populaire (APIB) avant lui, sont la première force politique dans l'archipel depuis l'accession à l'autonomie. Le conservateur Gabriel Cañellas détient le record de longévité à la présidence du gouvernement, avec un peu plus de douze ans, tandis que son successeur, Cristòfol Soler, n'y est resté que dix mois, ce qui constitue le record de brièveté.
Aux élections de 2011, le PPIB a remporté 35 députés, soit la plus forte majorité absolue depuis 1983, permettant l'investiture de son président, José Ramón Bauzá, comme président des îles Baléares.
À deux reprises, grâce à une alliance avec différents partis nationalistes insulaires, le socialiste Francesc Antich a dirigé la communauté, entre 1999 et 2003, puis de 2007 à 2011.
Depuis 2023, la conservatrice Marga Prohens (PPIB) préside l'archipel.
Abel Matutes, commissaire européen de 1986 à 1994 et ministre des Affaires étrangères entre 1996 et 2000, Félix Pons, président du Congrès des députés entre 1986 et 1996, Jaume Matas, ministre de l'Environnement de 2000 à 2003, sont issus de l'archipel. Matas l'a même présidé deux fois, entre 1996 et 1999, puis entre 2003 et 2007, avant d'affronter des procédures judiciaires.
La vie politique locale est gangrénée par la corruption. En 2010, plus de quarante élus sont passibles de poursuites judiciaires, dont deux présidents du gouvernement régional, cinq de ses anciens ministres (consejeros) et la présidente du Parlement autonome.

### Police régionale
Depuis la réforme statutaire de 2007, le gouvernement régional dispose de la capacité de créer une police régionale (policía autonómica), à l'image des Mossos d'Esquadra catalans ou de l'Ertzaintza basque.
Après avoir évoqué la création d'une telle force de sécurité en 2007, le gouvernement régional de centre gauche au pouvoir a préparé un projet de loi en 2010, assurant la création d'une police dénommée « cos de guaita », dont la mise en place a été retardée à cause de la crise économique et des graves difficultés budgétaires des Baléares,,.

## Économie
L'archipel des Baléares a accueilli en 2017 environ seize millions trois cent trente mille touristes, dont 20 % d'Allemands. Ces derniers investissent dans des résidences secondaires qui deviennent ensuite des lieux de retraite pour une partie d'entre eux.
L'anglais est largement utilisé dans l'administration pour répondre aux demandes des touristes car un grand nombre d'entre eux n'utilise pas l'espagnol, et encore moins le catalan, les deux langues officielles. L'allemand est aussi pratiqué, mais dans une moindre mesure.

## Culture

### Gastronomie
La cuisine des îles Baléares comporte de nombreux points communs avec la cuisine catalane, valencienne et méditerranéenne. Les îles ont été conquises à plusieurs reprises par les Français et les Anglais au cours de leur histoire, ce qui a laissé des influences culinaires. Il convient de mentionner qu'il existe des différences marquées entre les cuisines majorquine et minorquine.
Le porc et ses dérivés sont parmi les ingrédients les plus typiques. L'une des plus typiques est la soubressade (saucisse avec de la viande de porc, du bacon et du paprika), qui se consomme de différentes manières : cuite et rôtie à Majorque, frite (parfois servie avec du miel) à Minorque. Il existe d'autres saucisses, telles que la camaiot, la boutifarre (botifarró) et le xolís (d'origine paysanne).

### Langues
Le catalan et le castillan forment les deux langues officielles de la communauté autonome des Baléares, à laquelle appartient Majorque. La langue la plus ancienne encore pratiquée aux Baléares est le catalan, nommé localement « majorquin » ou « minorquin ». L’œuvre de l'apologiste majorquin chrétien Raymond Lulle contribue à la fixation du catalan écrit au XIIIe siècle. Le statut des Baléares précise que les variétés insulaires du catalan font l'objet d'une protection spécifique. Celle-ci est confiée à l'Université des Îles Baléares.
En 2013, Ramón Bauzá a réformé le système éducatif au profit d'un système trilingue catalan-castillan-anglais supprimant par ailleurs l'obligation du catalan comme langue de l'administration. Aujourd'hui, 50 % des habitants des Baléares utilisent le castillan ; 37 % le catalan et 10 % les deux indistinctement,.

## Sport
Le club de football le plus titré de l'île est le RCD Majorque (Real Club Deportivo Majorque), qui évolue en championnat d'Espagne de football après sa promotion en 2019. Fondé en 1916, il est le plus ancien club des îles. Le club a remporté son seul titre de la coupe d'Espagne de football en 2003 et était le finaliste de la finale de la Coupe d'Europe des vainqueurs de coupe 1998-1999.
Les joueurs de tennis Rafael Nadal, vainqueur de 22 titres en simple du Grand Chelem et ancien no 1 mondial, et Carlos Moyà sont originaires de Majorque. L'oncle de Rafael Nadal, Miguel Ángel Nadal, est un ancien footballeur international espagnol. Le basketteur Rudy Fernández et le coureur moto Jorge Lorenzo, vainqueur des Championnats du monde du MotoGP (Grand Prix moto) de 2010, 2012 et 2015, font également partie des sportifs de renom.

## Énergie
La production d’énergie sur les îles est essentiellement assurée par les cinq centrales thermiques installées à Majorque, Minorque et Ibiza :
| Nom                                | Localité           | Propriétaire |
| ---------------------------------- | ------------------ | ------------ |
| Centrale thermique d'Alcudia       | Alcúdia (Majorque) | Endesa       |
| Centrale thermique de Cas Tresorer | Palma (Majorque)   | Endesa       |
| Centrale thermique de Son Reus     | Palma (Majorque)   | Endesa       |
| Centrale thermique de Mahón        | Mahón (Minorque)   | Endesa       |
| Centrale thermique d'Ibiza         | Ibiza (Ibiza)      | Endesa       |

## Éducation
- Université des îles Baléares

## Galerie

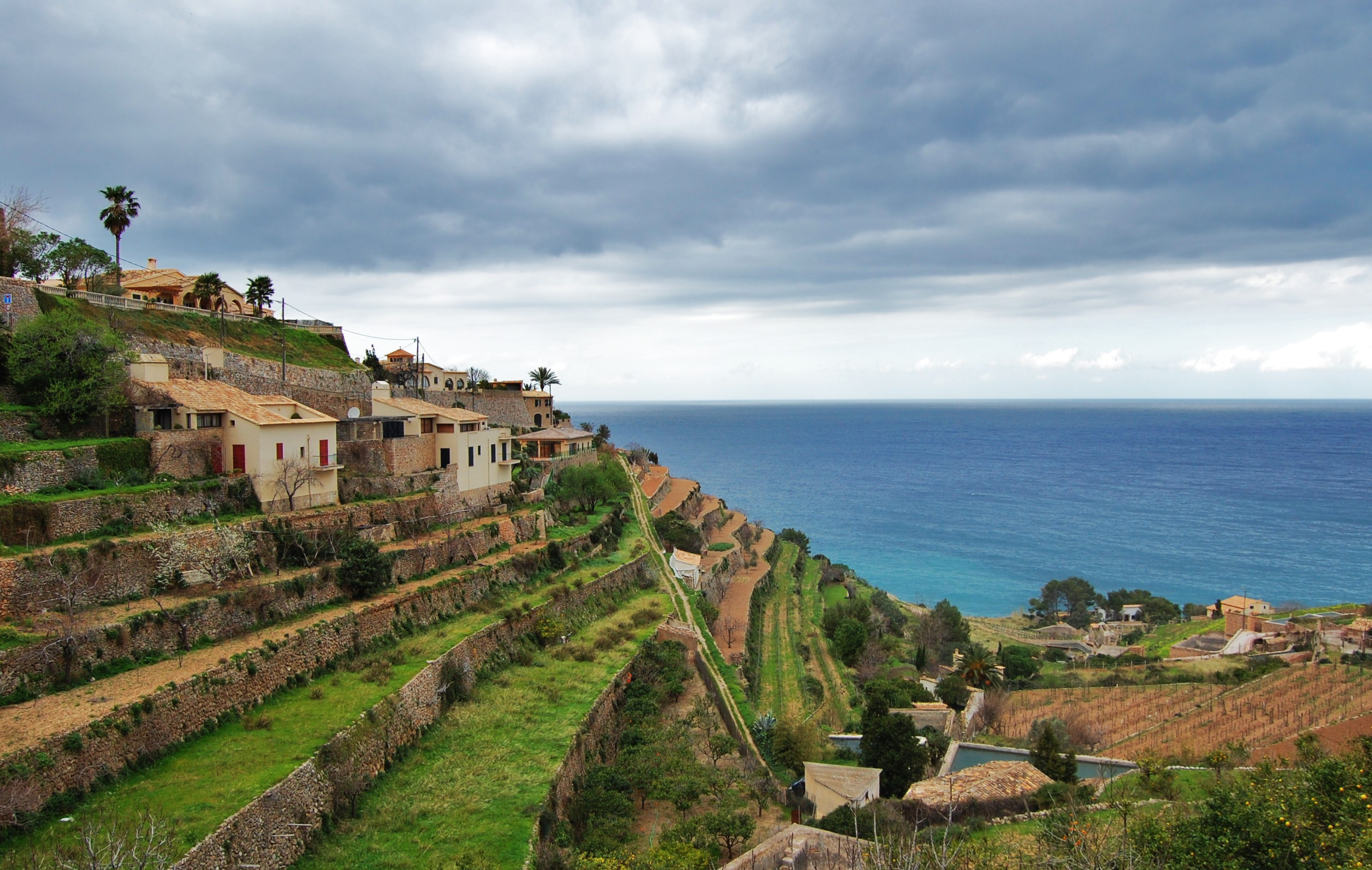
Serra de Tramuntana.
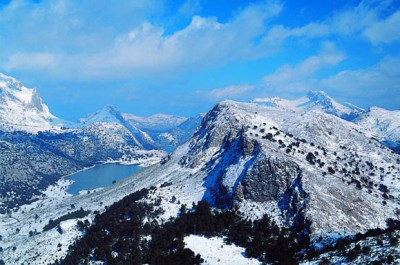
Vue sur la chaîne de la Serra de Tramuntana, Majorque.
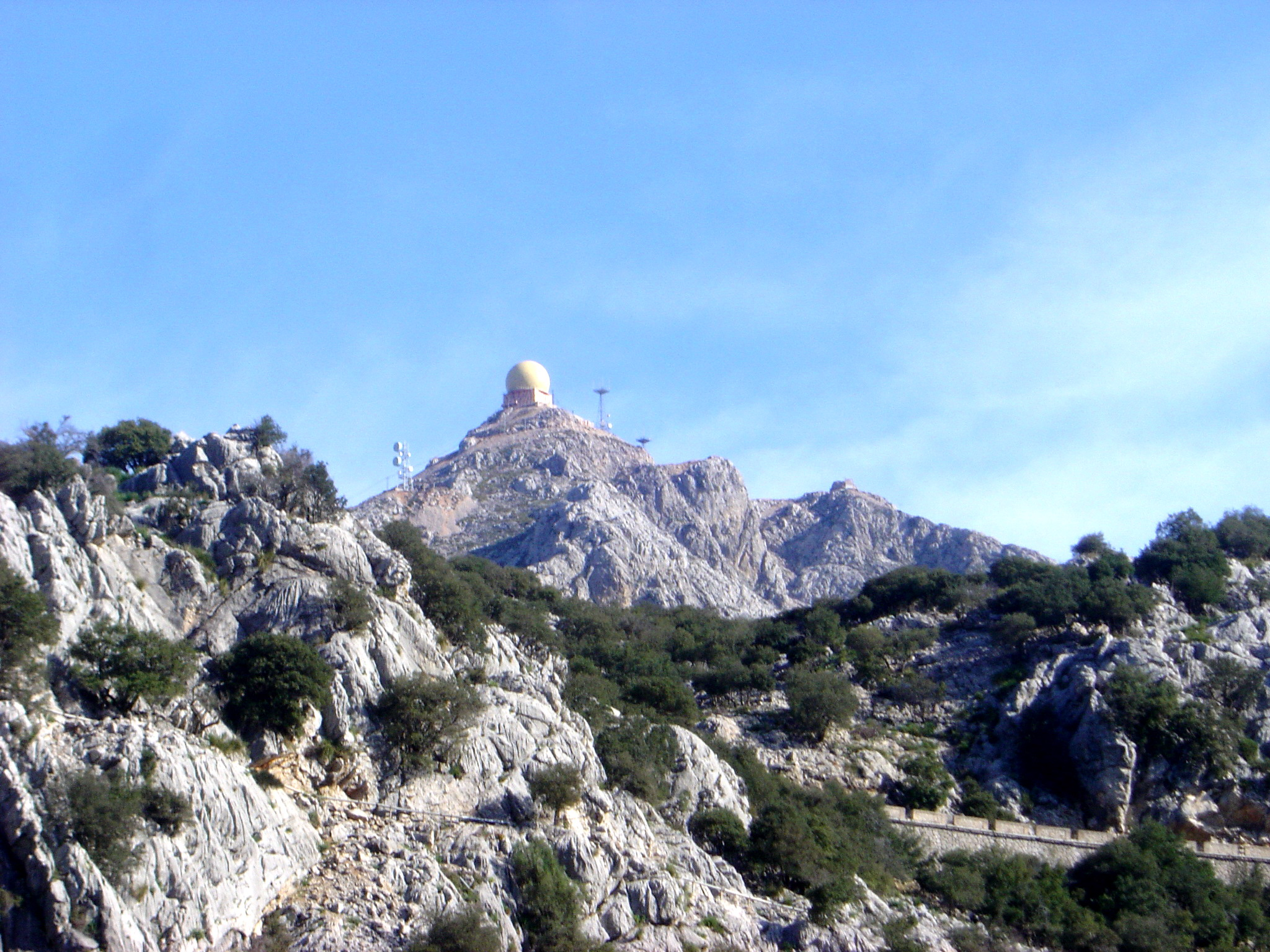
Le Puig Major, sommet le plus haut de l'île.
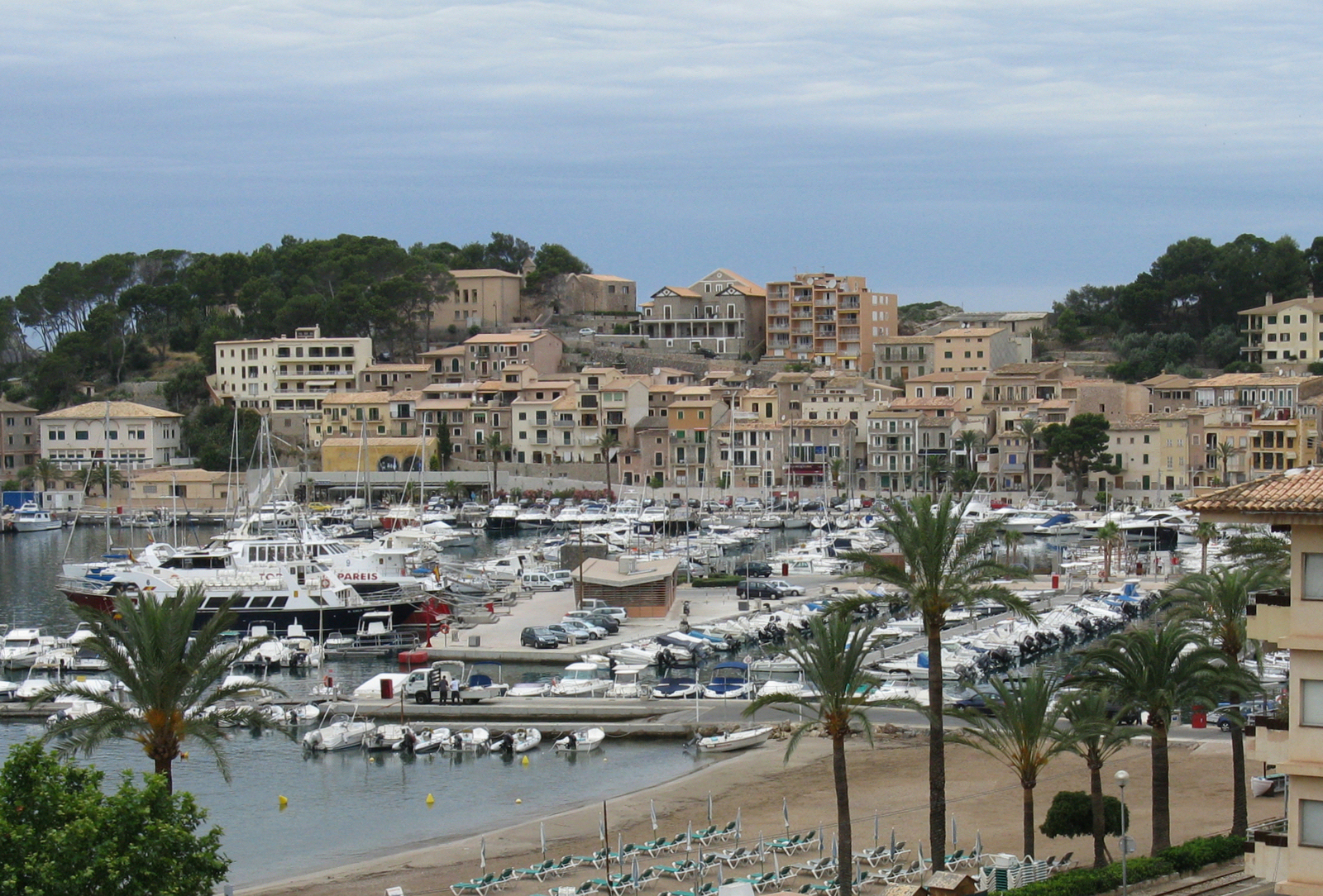
Le port de Sóller sur la côte nord-ouest de Majorque.
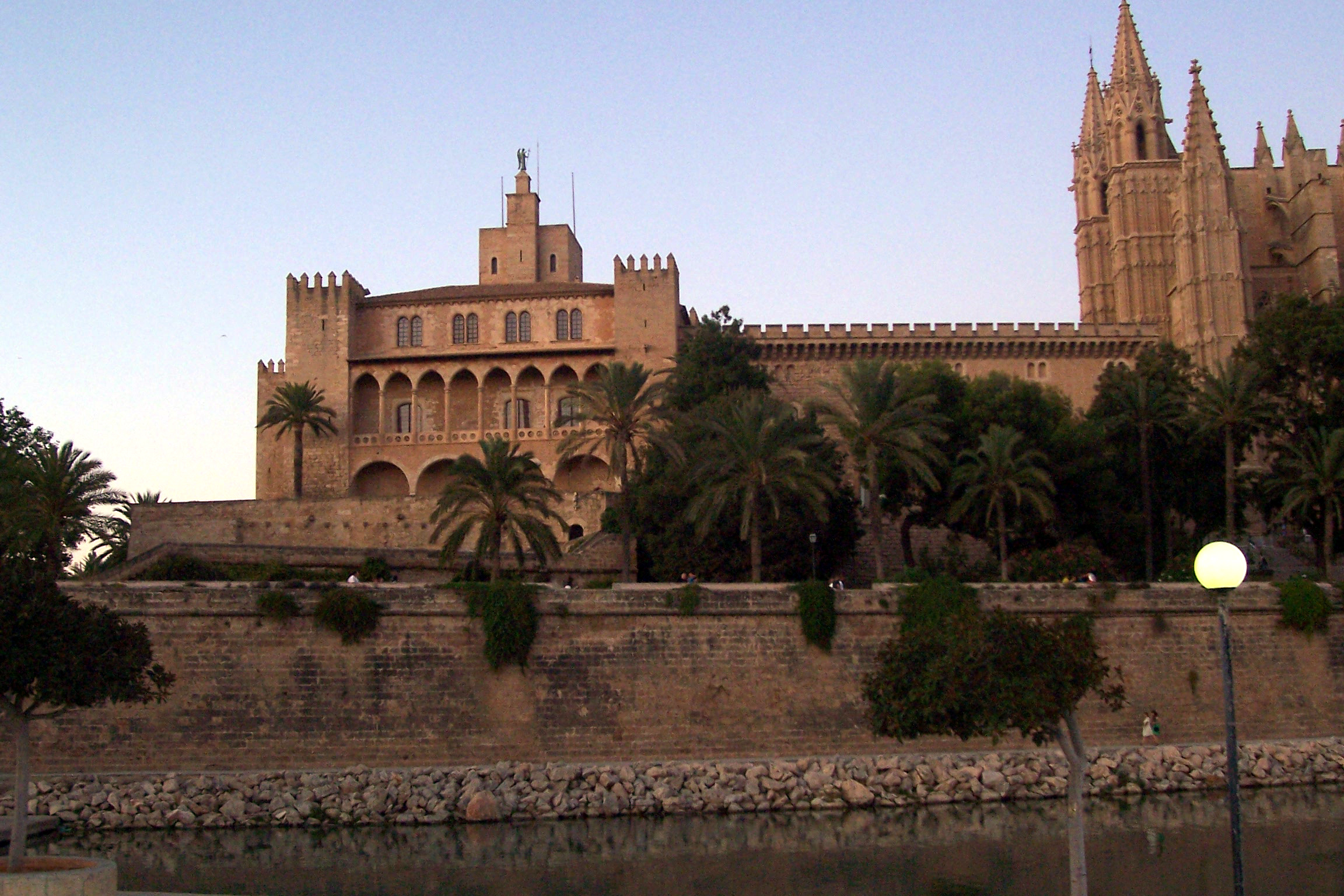
Le palais royal de l'Almudaina était un palais royal des rois de Majorque, d'Aragon et d'Espagne.
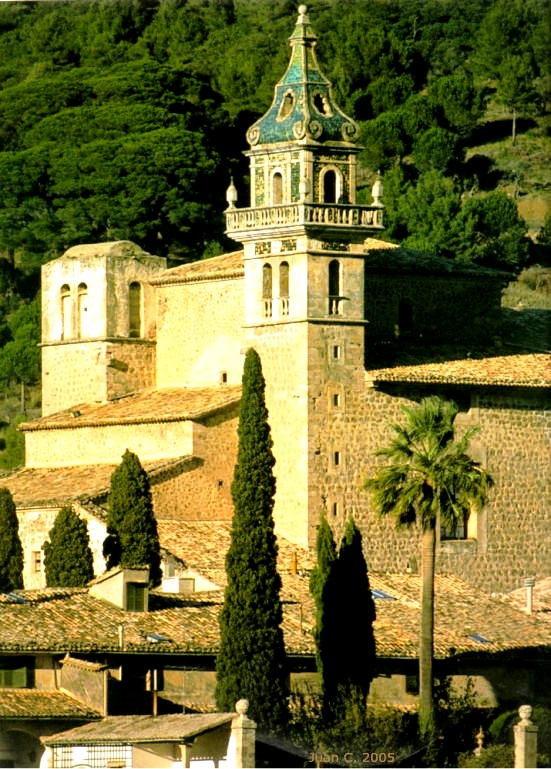
La chartreuse de Valldemossa était le palais royal du roi Sancho de Majorque.
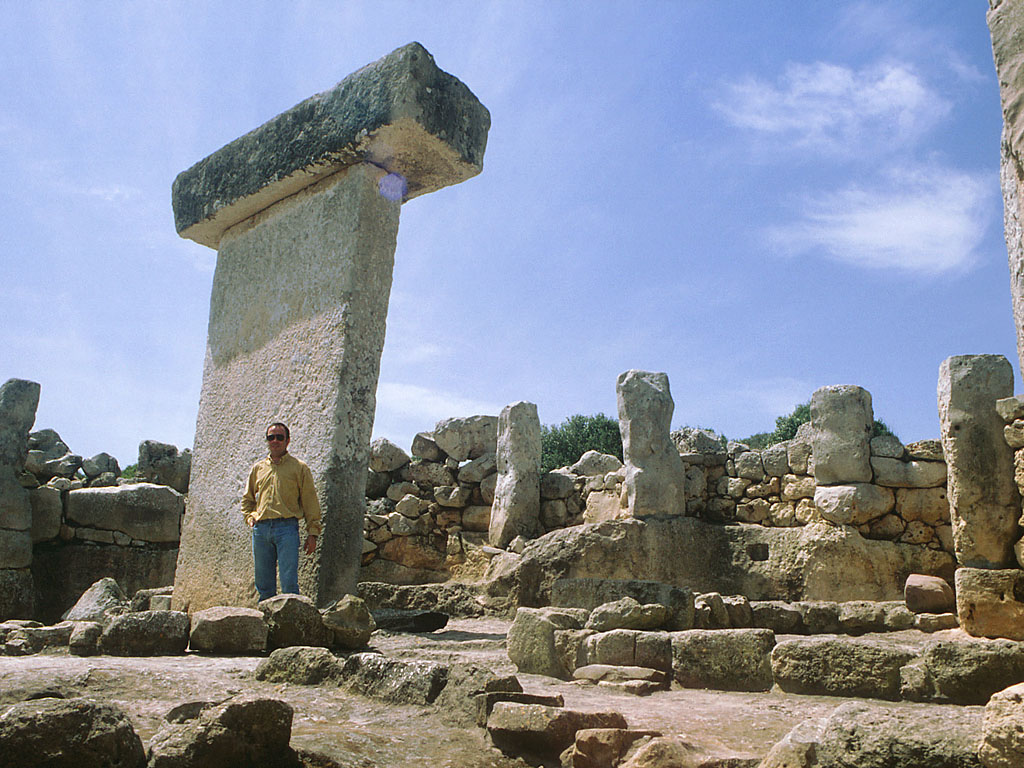
Culture talayotique.